# Фонтне Сен Пер
Фонтне Сен Пер (фр. Fontenay-Saint-Père) насеље је и општина у Француској у региону Париски регион, у департману Ивлен која припада префектури Мант ла Жоли.
По подацима из 2011. године у општини је живело 988 становника, а густина насељености је износила 75,65 становника/km². Општина се простире на површини од 13,06 km². Налази се на средњој надморској висини од 93 метара (максималној 196 m, а минималној 67 m).

## Демографија
| 1962. | 1968. | 1975. | 1982. | 1990. | 1999. | 2011. |
| ----- | ----- | ----- | ----- | ----- | ----- | ----- |
| 706   | 758   | 782   | 808   | 927   | 987   | 988   |

График промене броја становника у току последњих година